# Schüßler-Salze

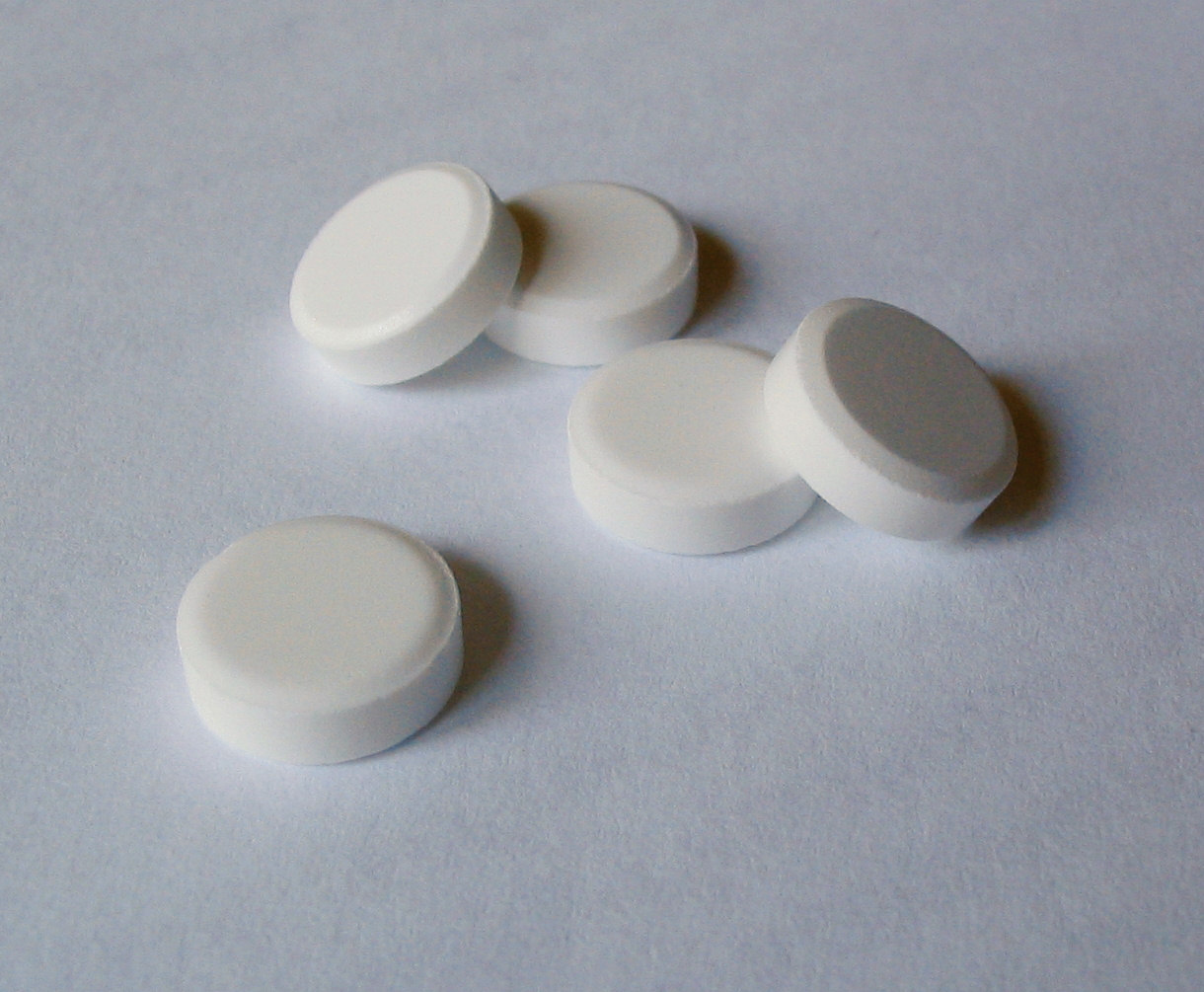
Schüßler-Salze (Tabletten)

Schüßler-Salze sind alternativmedizinische Präparate von Mineralsalzen in homöopathischer Dosierung (Potenzierung). Die Therapie mit Schüßler-Salzen geht auf den homöopathischen Arzt Wilhelm Heinrich Schüßler (1821–1898) zurück und basiert auf der Annahme, Krankheiten entstünden allgemein durch Störungen des Mineralhaushalts der Körperzellen und könnten durch homöopathische Gaben von Mineralien geheilt werden.
Auch wenn sich Schüßlers Annahmen von denen der Homöopathie abgrenzen, sind sie wissenschaftlich nicht belegt. Eine Wirksamkeit der Schüßler-Salze wurde nie nachgewiesen.

## Geschichte

### „Biochemische Heilweise“ des Wilhelm Heinrich Schüßler
Der homöopathische Arzt Wilhelm Heinrich Schüßler veröffentlichte in der Allgemeinen Homöopathischen Zeitung 1873 den Artikel Eine abgekürzte Therapie gegründet auf Histologie und Cellularpathologie, der auf knapp 16 Seiten die Grundzüge seiner Lehre enthielt und eine Therapieform namens „Biochemische Heilweise“ vorstellte. Schüßlers Abkürzung bestand darin, dass er statt der etwa tausend Mittel in der Homöopathie nur zwölf Salze, „Schüßler-Salze“ genannt, zur Therapie fast aller Krankheiten für ausreichend hielt. Schüßler ging davon aus, dass Krankheiten auf der Grundlage gestörter biochemischer Prozesse entstehen. Er nahm an, dass Krankheiten zu einem großen Teil auf der Grundlage eines „gestörten Mineralhaushaltes“ entstehen, wobei das Fehlen eines bestimmten Minerals den gesamten Stoffwechsel beeinträchtige.
Durch die Zufuhr dieser nun fehlenden Mineralstoffe wollte Schüßler die Krankheiten bekämpfen. Dazu sei die Potenzierung der Salze notwendig, um Mängel innerhalb einer Zelle aufzufüllen. Nach seiner Ansicht gelangen die hoch verdünnten „feinstofflichen“ Mineralstoffe, also einzelne Ionen, direkt in das Zellinnere. Die Mängel außerhalb der Zellen seien durch eine nährstoff- und basenreiche Ernährung aufzufüllen, da ein gewisses Gleichgewicht zwischen Zellinnerem und Extrazellularraum notwendig sei. Nach Schüßlers Ansicht verursacht ein pathogener Reiz die Verstärkung der Funktion einer Zelle, da die Zelle bemüht ist, den Reiz abzustoßen. Aufgrund dieser Tätigkeit verliere sie einen Teil ihrer mineralischen Funktionsmittel. Diese Zellen seien dann pathogen verändert, was das Wesen einer Krankheit sei.

#### Abgrenzung von der Homöopathie
Schüßler erklärte, sein Verfahren sei „kein homöopathisches“, weil es nicht auf dem von Samuel Hahnemann propagierten Simile-Prinzip („Ähnliches kann durch Ähnliches geheilt werden“) beruhe, sondern auf physiologisch-chemische Vorgänge im menschlichen Organismus zurückzuführen sei. Auch die in der Homöopathie üblichen Arzneimittelprüfungen an gesunden Probanden lehnte Schüßler aus diesem Grund für seine Salze als „grundfalsch“ ab.
Die von Hahnemann in dessen Organon der Heilkunst behauptete Wirkungsweise eines potenzierten Mittels durch eine diesem angeblich innewohnende, immaterielle, durch das Dynamisieren freigewordene „spezifische Arzneikraft“ bestritt Schüßler ebenso vollständig.
Es gab zu seinen Lebzeiten viele Auseinandersetzungen mit Homöopathen, die seine Behandlungsmethode schon allein wegen ihrer Einfachheit nicht akzeptierten und verächtlich von Düngemitteln sprachen. Sie witterten Verrat an der gemeinsamen Sache. In seiner abgekürzten Therapie schreibt Schüßler selbst:

„Die Grundlage meiner Forschung waren Histologie, die darauf bezügliche Chemie, die anorganischen Bestandteile der Gewebe und die physiologischen Wirkungen oder Funktionen dieser Bestandteile.“

Bei seinen Untersuchungen fand er nach eigenen Angaben zwölf verschiedene Verbindungen, die im menschlichen Körper vorkämen, die sogenannten Schüßler-Salze.
Im Vorwort zu späteren Auflagen seiner Arbeit bekannte er sich zu den Einflüssen, die der Physiologe Jakob M. Moleschott und der Pathologe Rudolf Virchow auf seine Theorie hatten. Die heftigen Auseinandersetzungen mit führenden Homöopathen brachten Schüßler 1876 zum Austritt aus dem „Centralverein homöopathischer Ärzte“. Der polemische Schlagabtausch ging jedoch über Jahrzehnte weiter. Die naturwissenschaftliche Medizin nahm dagegen das neue „biochemische“ Verfahren kaum zur Kenntnis. Im Kaiserreich wurde es zwar von den meisten Gesundheitsbehörden im Rahmen der gesetzlich verankerten Kurierfreiheit toleriert, aber nicht gefördert.

#### Diagnose durch Antlitzanalyse
Schüßler behauptete, an Merkmalen im Gesicht ließen sich die verschiedenen fehlenden Mineralstoffe feststellen und so eine entsprechende Dosierung der Salze vornehmen. Kurt Hickethier erweiterte später die von Schüßler eingeführte „Antlitzanalyse“ und nannte sie damals „Sonnerschau“. So ist nach Hickethier etwa ein Mangel an der Nr. 3 (Ferrum phosphoricum, Eisenphosphat) unter anderem an den inneren Augenwinkeln durch eine dunklere, blauschwarze bis schwarze Färbung zu erkennen. Durch die darauf folgende Einnahme des entsprechenden Mineralstoffs konnte Hickethier nach eigenen Angaben einen Rückgang der antlitzanalytischen Zeichen im Gesicht beobachten.
Die Antlitzdiagnostik ist nach wissenschaftlichen Kriterien nicht haltbar.

### 20. Jahrhundert

#### Anfang des 20. Jahrhunderts
Nachdem 1885 in Oldenburg der erste „biochemische Verein“ gegründet wurde, existierten zu Anfang des 20. Jahrhunderts drei konkurrierende Verbände: der „Verband biochemischer Vereine für das Deutsche Reich“, der „Schüssler-Bund“ und der „Jade-Verband“. In den 1920er Jahren zählte die biochemische Bewegung über 800 ehrenamtliche „Krankenbehandler“. Diese wurden von Ärzten, die in ihnen Kurpfuscher sahen, in nicht wenigen Fällen wegen fahrlässiger Körperverletzung oder gar Tötung angezeigt. Die meisten Gerichtsverfahren endeten aber mit Freispruch.
Durch die Reichsarbeitsgemeinschaft der Volksverbände wurden die biochemischen Vereine 1922 zwangs-zusammengeschlossen zum „Biochemischen Bund Deutschlands“. Er hatte 1928 bereits 184.672 Mitglieder und war straff organisiert. 1929 hatte die Bundesgeschäftsstelle 22 hauptamtliche Mitarbeiter. In einem eigenen Verlag in Potsdam erschienen die „Zeitschrift für Biochemie. Volkstümliches Fachorgan für Mineralstofflehre“ mit einer Auflage von über 200.000 Exemplaren sowie zahlreiche Informationsschriften.
Vor der gesetzlichen Festschreibung der Berufsbezeichnung Heilpraktiker (1939) wurde Schüßlers Lehre wesentlich durch Laienbewegungen verbreitet. Einen Beitrag zur Weiterentwicklung der Behandlungsmethode nach Schüßler leistete Kurt Hickethier, der zwei Kurhäuser zur Behandlung seiner Patienten errichtete.

#### Zeit des Nationalsozialismus
Zur Zeit des Nationalsozialismus wurde die „Biochemie“ eine anerkannte Heilweise. Die „Krankenbehandler“, die bislang am Rande der Legalität praktiziert hatten, erhielten den Status von Heilpraktikern. Außerdem konnten erstmals mit staatlicher Billigung und Förderung Untersuchungen durchgeführt werden, in denen die behauptete Wirksamkeit „biochemischer“ Arzneimittel überprüft wurde. Solche Versuche fanden auch in den Konzentrationslagern Dachau und Auschwitz statt, unter Leitung des Reichsarztes SS und Polizei Ernst-Robert Grawitz. Dabei wurden unter anderem künstlich herbeigeführte Fälle von Blutvergiftung und Malaria weitgehend erfolglos behandelt. Für die Häftlinge nahmen diese Experimente in den meisten Fällen einen tödlichen Ausgang.
Der „Biochemische Bund“ geriet nach 1933 mehr und mehr in nationalsozialistisches Fahrwasser. Eine interne Gleichschaltung führte zum Ausschluss unerwünschter, vor allem „nichtarischer“ Mitglieder. Ab 1934 findet man in der Mitgliederzeitschrift die Rubrik „Volk und Rasse“ und an der Spitze der Bundesleitung linientreue Parteigenossen. 1935 erfolgte die zwangsweise Eingliederung in die „Reichsarbeitsgemeinschaft der Verbände für naturgemäße Lebens- und Heilweise“.

#### Ende des Zweiten Weltkriegs
Mit dem Ende des Zweiten Weltkriegs wurde der „Bund“ aufgelöst, aber bereits 1946 neu konstituiert. 1949 gab er wieder eine Mitgliederzeitschrift heraus (Gesundes Volk, später Weg zur Gesundheit), konnte aber nicht wieder an die frühere Bedeutung anknüpfen. Aus einem verbandseigenen Kurhaus, das 1936 in Hahnenklee im Harz den Betrieb aufgenommen hatte, ging 1949 ein „Dr. Schüssler-Sanatorium“ hervor.
Der Vizepräsident des Biochemischen Bund Deutschlands e. V., Hans-Heinrich Jörgensen, vertritt die Auffassung, dass sich Schüßler-Salze nicht nur zum Ausgleich von Mangelerscheinungen, sondern auch gemäß dem homöopathischen Ähnlichkeitsprinzip anwenden lassen.

### 21. Jahrhundert
Die „Biochemie nach Schüßler“ ist hauptsächlich durch Heilpraktiker als Therapieform erhalten geblieben. Sie wird in Fachschulen gelehrt und viele Heilpraktiker arbeiten täglich in der Praxis mit diesen Mitteln. 2012 gab es in Deutschland wieder mehr als 80 „biochemische Vereine“ und weitere im Ausland. Die Schüßler-Salze werden bei verschiedenen Krankheitsbildern angewendet.

## Anwendung
Schüßler-Salze sollen als „homöopathisch aufbereitete“, d. h. potenzierte Mittel in Tablettenform angewendet werden, die man dann im Mund langsam zergehen lässt. Die Mineralstoffe sollen dann nach Vorstellung der Befürworter über die Mundschleimhaut vom Körper aufgenommen werden. Für jedes Salz gibt es eine sogenannte Regelpotenz. Für die Salze Nr. 1, 3 und 11 wird in der Regel D12 genommen. Für die übrigen Salze gilt D6 als Regelpotenz.
Schüßlers Idee der Supplementierung steht im Widerspruch zu dem niedrigen Mineralgehalt der Schüßler-Salze. Zur Verdeutlichung der Mengenverhältnisse:
1 kg Schüßler-Salz der Verdünnung D6 enthält 1 mg Mineral, für eine Zufuhr des Tagesbedarfs müssten je nach Mineral täglich etwa 10 – 1.000 kg an Schüßler-Salzen eingenommen werden. Die Anwendung der Verdünnungsstufe D12 würde eine Einnahmemenge von täglich etwa 10.000 – 1.000.000 Tonnen Schüßler-Salzen erfordern, um den täglichen Bedarf zu decken.
Die Kommission D für homöopathische Arzneimittel am Bundesinstitut für Arzneimittel und Medizinprodukte (BfArM) beschreibt in ihren Dosierungsempfehlungen, soweit nicht anders verordnet, eine Einnahme von 1 Tablette oder 5 Streukügelchen oder 1 Messerspitze Verreibung. Die Einnahme erfolgt  bei akuten Zuständen alle halbe bis ganze Stunde, höchstens 6-mal täglich, und bei chronischen Verlaufsformen 1- bis 3-mal täglich.
Da Tabletten vielfach überwiegend  aus Milchzucker (Laktose) bestehen, gibt es für Patienten mit  Laktoseintoleranz die Schüßler-Salze auch in Form alkoholischer Tropfen oder laktosefreier Globuli (Kügelchen aus Rohrzucker).

## Herstellung
Die Schüßler-Mittel werden nach homöopathischer Verfahrensweise durch Schütteln, Reiben oder Zerkleinern verdünnt und haben entsprechende Verdünnungsbezeichnungen: D1 bedeutet, dass es sich um eine Verdünnung von 1:10 handelt, Dx allgemein eine Verdünnung von 1:10x. Die Salze sind in der Regel D6 = 1:1.000.000 oder D12 = 1:1.000.000.000.000 verdünnt.
Bei den biochemischen Mitteln nach Schüßler handelt es sich um homöopathische Arzneimittel im Sinne des deutschen Arzneimittelgesetzes (AMG), die als Fertigarzneimittel nach einem vereinfachten Genehmigungsverfahren („Registrierung“) in den Verkehr gebracht werden. Anders als für die „Zulassung“ von Arzneimitteln braucht die Wirksamkeit bei der „Registrierung“ homöopathischer Arzneimittel nicht nachgewiesen zu werden, Qualität und Unbedenklichkeit werden hingegen geprüft (AMG §38 (2)); im Gegenzug dürfen allerdings auch keine Anwendungsgebiete (Indikationen) angegeben werden.

## Wirksamkeit
Schüßler-Salze haben keine pharmakologische Wirkung. Die Stiftung Warentest kommt zu dem Urteil: „Biochemie nach Schüßler ist zur Behandlung von Krankheiten nicht geeignet.“ Edzard Ernst urteilt 2007 und 2010: „Die Behandlungskostenübernahme durch einige deutsche Krankenkassen ändert nichts daran, dass diese ‚Therapie‘ als eine nicht wirksam bewertete Behandlung einzustufen ist“.
Es existieren keine seriösen Wirksamkeitsnachweise (Stand 2022), klinische Prüfungen wurden nie durchgeführt.

## Eingesetzte Mittel

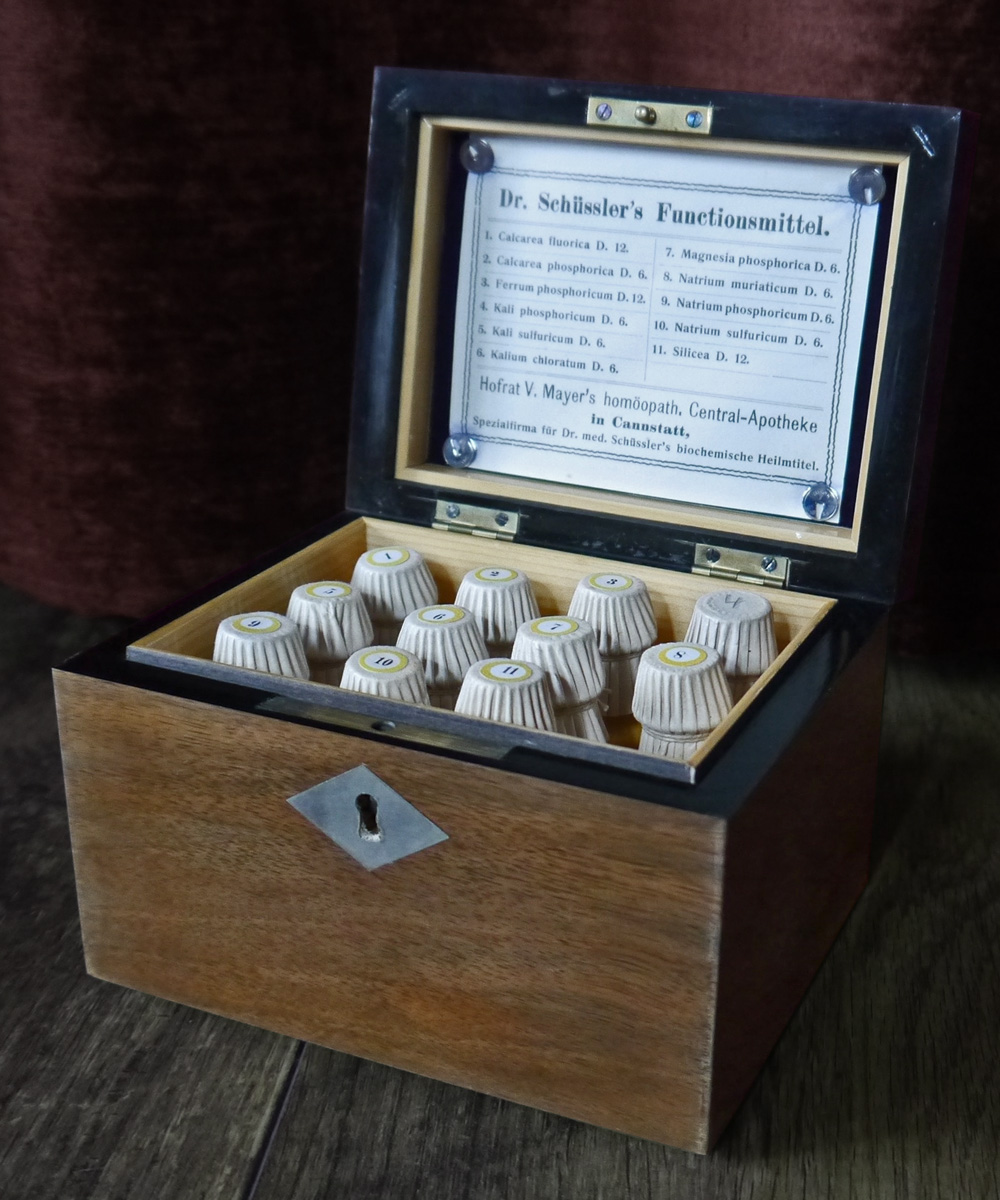
Kiste mit 11 Schüssler-Salzen von 1923

### Die 12 „Funktionsmittel“
1. Calcium fluoratum D12 (Calciumfluorid)
2. Calcium phosphoricum D6 (Calciumphosphat)
3. Ferrum phosphoricum D12 (Eisenphosphat)
4. Kalium chloratum D6 (Kaliumchlorid)
5. Kalium phosphoricum D6 (Kaliumphosphat)
6. Kalium sulfuricum D6 (Kaliumsulfat)
7. Magnesium phosphoricum D6 (Magnesiumhydrogenphosphat)
8. Natrium chloratum D6 (Natriumchlorid – Kochsalz)
9. Natrium phosphoricum D6 (Natriumphosphat)
10. Natrium sulfuricum D6 (Natriumsulfat)
11. Silicea acidum silisium D12 (Kieselsäure)
12. (Calcium sulfuricum D6 (Calciumsulfat))

Diese zwölf ursprünglichen Schüßler-Salze hat Schüßler im Jahr 1895 auf elf reduziert; er schrieb: „Da der schwefelsaure Kalk nicht in die konstante Zusammensetzung des Organismus eingeht, so muss er von der biochemischen Bildfläche verschwinden. Statt seiner kommt Natrium phosphoricum resp. Silicea in Betracht.“
Später wurden von verschiedenen Anhängern der „Biochemie nach Schüßler“ fünfzehn weitere Stoffe eingeführt, welche heute unter der Bezeichnung „Ergänzungsmittel“ zusammengefasst werden.

### Die 15 „Ergänzungsmittel“
1. Kalium arsenicosum D6 (Kaliumarsenit)
2. Kalium bromatum D6 (Kaliumbromid)
3. Kalium jodatum D6 (Kaliumiodid)
4. Lithium chloratum D6 (Lithiumchlorid)
5. Manganum sulfuricum D6 (Mangansulfat)
6. Calcium sulfuratum D6 (Calciumsulfid)
7. Cuprum arsenicosum D6 (Kupferarsenit)
8. Kalium-Aluminium sulfuricum D6 (Alaun)
9. Zincum chloratum D6 (Zinkchlorid)
10. Calcium carbonicum D6 (Calciumcarbonat)
11. Natrium bicarbonicum D6 (Natriumhydrogencarbonat)
12. Arsenum jodatum D6 (Arsentriiodid)
13. Aurum Chloratum Natronatum D6 (Natriumtetrachloroaurat(III))
14. Selenium D6 (Selen)
15. Kalium bichromicum D12 (Kaliumdichromat)

### Ergänzende „biochemische Mittel“ nach Joachim Broy
Der Heilpraktiker Joachim Broy hat zu den bisherigen Schüßler-Salzen weitere sieben Mineralsalze ergänzt. Sie sind allerdings nicht unter der Marke Dr. Schüßler Salze zu beziehen.
- Natrium fluoratum D6 (Natriumfluorid)
- Magnesium fluoratum D6 (Magnesiumfluorid)
- Calcium chloratum D6 (Calciumchlorid)
- Ferrum chloratum D6 (Eisen(II)-chlorid)
- Ferrum sulfuricum D3 (Eisenoxydulsulfat)
- Magnesium chloratum D6 (Magnesiumchlorid)
- Magnesium sulfuricum D6 (Magnesiumsulfat)

## Komplex-Biochemie
Die Komplex-Biochemie ist eine seit den 1920er Jahren bestehende Sonderform der Therapie mit Schüßler-Salzen. Sie wurde von dem Berliner Arzt Konrad Grams entwickelt. Die rund 30 Präparate der Komplex-Biochemie werden seither unter dem Namen „JSO Bicomplexe“ hergestellt und vermarktet, die Zusammensetzung ist nur unwesentlich verändert worden.
Konrad Grams entwickelte – dem Zeitgeist folgend – aus der Schüßler-Biochemie ein deutlich laienfreundlicheres Selbstbehandlungs-System, die „Komplex-Biochemie“: „Unter Komplex-Biochemie verstehen wir die Vereinigung mehrerer Mineralsalze zu einem Mittel, welches zu den erkrankten Geweben oder dem erkrankten Körperteil in Beziehung steht. Es deckt gewissermaßen alle Krankheitserscheinungen der betreffenden Krankheit.“
Grams selbst hing in seinen Schriften der pseudomaterialistischen Defizit-Hypothese an („Die Komplex-Biochemie ist […] eine Ernährungstherapie.“).
Die Komplex-Biochemie nach Grams umfasst dreißig sehr einfache Konzepte, die die Wahl des Mittels leicht machen (bei Durchfall das „Darmmittel“, bei „Husten“ das „Hustenmittel“ usw.). Auch wenn etliche Heilpraktiker die Behandlung mit komplex-biochemischen Mitteln anbieten, ist das System vor allem zu einer nicht ungefährlichen Selbstmedikation gedacht.
Aufgrund arzneimittelrechtlicher Vorschriften ist die Angabe einer Indikation nur noch für zugelassene, nicht jedoch für registrierte homöopathische Arzneimittel erlaubt, so dass Angaben wie „Hustenmittel“ auf der Packung der – lediglich registrierten – JSO Bicomplexe nicht mehr zulässig sind. Die Erteilung einer Zulassung (statt der ebenfalls zulässigen Registrierung) würde  Wirksamkeitsnachweise für die beanspruchte Indikation voraussetzen.